# Mario Kranz
Maximilian „Mario“ Kranz (* 29. September 1907 in Lemberg, Österreich-Ungarn; † 30. April 1990) war ein österreichischer Schauspieler bei Bühne und Film.

## Leben und Wirken
Der gebürtige Maximilian Kranz kam in jungen Jahren nach Wien, wo er sich von Josef Danegger zum Schauspieler ausbilden ließ. 1926 führte ihn sein erstes Bühnenengagement an das Deutsche Theater in Pilsen. Anschließend sah man ihn an Spielstätten in Landshut (hier noch als Maximilian Kranz) und Innsbruck, ehe er ab 1929 fünf Jahre lang an kleinen Wiener Bühnen zu sehen war.
Die allgemeine politische Situation in Österreich 1934 (die Ermordung des Bundeskanzlers Dollfuß und Etablierung des Austrofaschismus) veranlassten den Juden Kranz, das Land zu verlassen und ins britische Mandatsgebiet Palästina auszuwandern. Dort war er bis 1947 Leiter der Kammerspiele in Jerusalem. Infolge von UNO-Teilungsplan und der nachfolgenden Staatsgründung Israels kehrte Mario Kranz wieder nach Wien zurück und trat ab 1947/48 erneut an Spielstätten der österreichischen Hauptstadt (u. a. am Renaissance-Theater, am Volkstheater und im Neuen Theater in der Scala) auf. Außerdem nahm er an Rundfunksendungen der RAVAG teil und wirkte in kleineren Rollen in österreichischen Kino- und Fernsehfilmen mit. So erstmals 1954 in einer sozialkritischen Geschichte des frühen österreichischen Nachkriegskinos mit dem Titel Schicksal am Lenkrad. In einem Heimatfilm von Gustav Ucicky von 1958 mit Rudolf Prack und Marianne Hold in den Hauptrollen, der den Titel Der Priester und das Mädchen trägt, spielte er den Ehemann der von Elisabeth Stiepl verkörperten Frau Kurz. In dem Zirkusdrama Geliebte Bestie von Arthur Maria Rabenalt war er 1959 als Tierwärter Freese besetzt. In dem ORF-Fernsehfilm Ein Volksfeind, der zurückgeht auf Henrik Ibsens gesellschaftskritisches gleichnamiges Drama, war er als einer der sieben auftretenden Bürger zu sehen. In dem 1967 ausgestrahlten Fernsehfilm Ein Monat auf dem Lande, der das gleichnamige komödiantische Theaterstück von  Iwan Turgenjew zur Vorlage hat, war Kranz als Diener Matwei besetzt.
Einen letzten Auftritt als Patient hatte Kranz 1985 in der Familienserie Familie Merian, nachdem er bereits 1982 in der Serie als Herr Krantzler aufgetreten war.

## Filmografie
- 1954: Schicksal am Lenkrad
- 1957: Noch minderjährig (Unter Achtzehn)
- 1958: Der Priester und das Mädchen
- 1959: Geliebte Bestie
- 1961: Die Ballade vom Franz und der Marie (Fernsehfilm)
- 1962: Der kleine Lord (Fernsehfilm)
- 1963: Der Bockerer (Fernsehfilm)
- 1963: Ein Alibi zerbricht
- 1964: Ein Volksfeind (Fernsehfilm)
- 1965: Dem Himmel näher (Fernsehfilm)
- 1967: Ein Monat auf dem Lande (Fernsehfilm)
- 1967: Die große Schuld (Fernsehfilm)
- 1969: Zu ebener Erde und erster Stock (Fernsehfilm)
- 1971: Der Lift (Fernsehfilm)
- 1971: Die Angst des Tormanns beim Elfmeter
- 1972: Briefe von gestern (Fernsehfilm)
- 1973: Hallo – Hotel Sacher … Portier! (Fernsehserie, Folge Der Herr Baron)
- 1976: Stationschef Fallmerayer (Fernsehfilm)
- 1979: Ein echter Wiener geht nicht unter (Fernsehserie, Folge Gegensätze)
- 1982+1985: Familie Merian (Fernsehserie, Folgen 9+27 Hätten Sie was dagegen? und Das große Zittern)